# Francisca Herrera Garrido
Francisca Herrera Garrido (La Corunya, 6 de març de 1869 - id. 4 de novembre de 1950) va ser una escriptora en llengua gallega i la primera dona escollida com a acadèmica a la Real Academia Galega. El 1987 se li va dedicar el Dia de les Lletres Gallegues.

## Obra
Si no s'indica el contrari, les obres es van escriure en gallec.

### Oratòria
- Rosalia de Castro (2006) Discurs d'ingrés a la Real Academia Galega. Va morir sense poder-lo llegir. La Corunya: Real Academia Galega.[4]

### Poesia
- Sonrisas e bágoas (1913)
- Almas de muller... volallas na luz! (1915)
- Frores do noso paxareco (1919)

### Narrativa
- Néveda (1920)
- A ialma de Mingos (1922)
- Martes de Antroido (1925)

#### Narrativa en castellà
- Pepiña (1922)
- Réproba (1925)
- Familia de Lobos (1928)